# Ходиље
Ходиље је насељено место у саставу општине Стон, Дубровачко-неретванска жупанија, Република Хрватска.

## Географски положај
Ходиље се налази два километра северозападно од Стона у Малостонском заливу, насупрот залива Бистрина и Отока Живота.
Становници Ходиља се баве узгајањем шкољки: острига (каменица) и дагњи те риболовом и пољопривредом, а у мањој мери и туризмом. Туристичке капацитете овог места чине неколико приватних кућа и мали камп.
У месту се налази стара црква посвећена Светом Ивану.

## Историја
До територијалне реорганизације у Хрватској налазило се у саставу старе општине Дубровник.

## Становништво
На попису становништва 2011. године, Ходиље је имало 190 становника.
| Број становника по пописима | Број становника по пописима | Број становника по пописима | Број становника по пописима | Број становника по пописима | Број становника по пописима | Број становника по пописима | Број становника по пописима | Број становника по пописима | Број становника по пописима | Број становника по пописима | Број становника по пописима | Број становника по пописима | Број становника по пописима | Број становника по пописима | Број становника по пописима |
| --------------------------- | --------------------------- | --------------------------- | --------------------------- | --------------------------- | --------------------------- | --------------------------- | --------------------------- | --------------------------- | --------------------------- | --------------------------- | --------------------------- | --------------------------- | --------------------------- | --------------------------- | --------------------------- |
| 1857                        | 1869                        | 1880                        | 1890                        | 1900                        | 1910                        | 1921                        | 1931                        | 1948                        | 1953                        | 1961                        | 1971                        | 1981                        | 1991                        | 2001                        | 2011                        |
| 424                         | 474                         | 333                         | 344                         | 404                         | 440                         | 391                         | 391                         | 379                         | 368                         | 297                         | 292                         | 216                         | 201                         | 214                         | 190                         |

Напомена: У 1981. смањено издвајањем дела насеља који је припојен насељу Ступа (општина Дубровачко приморје). У 1857. и 1869. садржи податке за насеље Лука.

### Попис1991.
На попису становништва 1991. године, насељено место Ходиље је имало 201 становника, следећег националног састава:
| Попис 1991.‍  | Попис 1991.‍  | Попис 1991.‍ | Попис 1991.‍ | Попис 1991.‍ |
| ------------ | ------------ | ----------- | ----------- | ----------- |
|              |              |             |             |             |
| Хрвати       | Хрвати       |             | 198         | 98,50%      |
| Мађари       | Мађари       |             | 1           | 0,49%       |
| остали       | остали       |             | 1           | 0,49%       |
| неопредељени | неопредељени |             | 1           | 0,49%       |
| укупно: 201  |              |             |             |             |

## Презимена
Презимена мештана су: Бајурин, Криле, Фицовић, Антуница, Кокотић, Гарбин, Мјеховић, Вукашин, Дело, Љубић (Тупановић), Глунчић, Цар, Дражета, Колунђија, Дропуљић, Главинић, Мариновић, Китин, Катић, Ђурачић, Павловић, Франушић и Пркут.